# Cor de Vos
Cornelis Marinus (Cor) de Vos (Utrecht, 7 mei 1946 – Nieuwegein, 4 april 2025) was een Nederlands politicus van de PvdA.

## Leven en werk
De Vos volgde het Christelijk Gymnasium Utrecht van 1958 tot 1965 en studeerde tussen 1965 en 1973 Politicologie en Internationale betrekkingen aan de Universiteit van Amsterdam.
De Vos is 38 jaar lokaal bestuurder geweest. De eerste jaren (1974-1982) was hij wethouder van Bunnik. In die periode was hij ook directeur van de Evert Vermeer Stichting (EVS), een organisatie binnen de Partij van de Arbeid. De EVS, inmiddels opgegaan in de Foundation Max van der Stoel (FMS), kwam op voor de belangen van de allerarmsten in de wereld.
Op 1 juni 1982 werd hij burgemeester van Oostflakkee, op 16 maart 1994 van Veendam en op 16 oktober 2000 van Nieuwegein. Per 1 mei 2011 ging hij met pensioen. Hij werd opgevolgd door Frans Backhuijs. Bij zijn afscheid werd hem een boekwerk aangeboden met bijdragen van vrienden en oud-collega's. Het afscheidsfeest kostte 23.000 euro, het boek 21.000 euro.
Naast zijn lokale activiteiten is De Vos lid geweest van diverse besturen van instellingen gericht op internationale samenwerking, zoals Oxfam Novib, SNV Ontwikkelingsorganisatie, COS Nederland en de Alfred Mozer Stichting (ook opgegaan in de FMS). Hij was ook actief binnen VNG International, onder meer als adviseur van gemeenten in Afrika.
De Vos was lid van de programmaraad tegen uitbuiting van Roma-kinderen van het ministerie van Justitie en Veiligheid en ministerie van Sociale Zaken en Werkgelegenheid, vertegenwoordiger van Nederland in de CAHROM van de Raad van Europa, lid van het verantwoordingsorgaan van het ABP en vicevoorzitter van de cliëntenraad van het St. Antonius Ziekenhuis.
Hij overleed op 78-jarige leeftijd.